# 寿圣寺 (阳城)
阳城寿圣寺，位于山西省晋城市阳城县城西北20公里芹池镇阳陵村，是中华人民共和国山西省文物保护单位之一。
1986年8月18日公布为山西省文物保护单位。2019年10月7日公布为第八批全国重点文物保护单位。